# Srpska narodna organizacija
Srpska narodna organizacija (SNO) naziv je za političku stranku osnovanu 1907. godine u Bosni i Hercegovini, tada u okviru Austro-Ugarske. Okupljala je bosanskohercegovačke Srbe.
Ubrzo nakon uvođenja Ustava za BiH 1910. i izbora za Bosanski sabor, raspala se je u tri frakcije, okupljene oko triju časopisa: Srpska riječ, koja se je zalagala za kompromis s austrougarskim vlastima; Narod, koju su činili nacionalisti i pristaše što bližih veza s tadašnjom Kraljevinom Srbijom; te skupina oko časopisa Otadžbina i popularnog Petra Kočića, koja se je zalagala ne samo za nacionalna pitanja, nego i za socijalne reforme.

## Također pogledajte
- Bosanski sabor
- Muslimanska narodna organizacija

## Vanjske poveznice i literatura
- Kratka historija Bosne i Hercegovine
- Arhivirana inačica izvorne stranice od 20. veljače 2010. (Wayback Machine)